# Phymatodes ater
Phymatodes ater là một loài bọ cánh cứng trong họ Cerambycidae.